# 切花

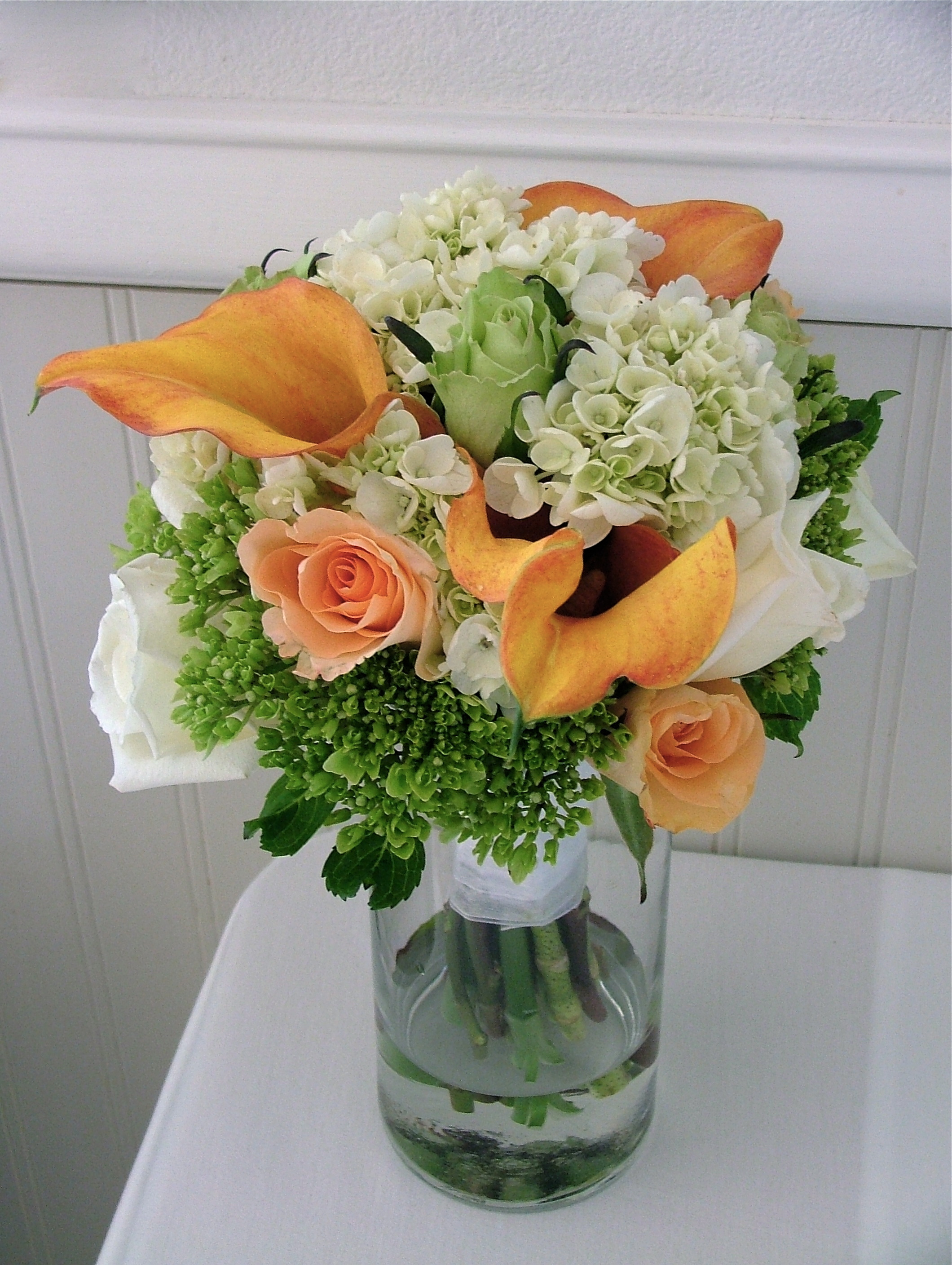
玫瑰、繡球花和海芋花組成的花束

切花是指人們從植株、植物上剪下的花枝、葉枝、花朵或花蕾（通常带有一些茎和叶）。它們通常用于装饰或者製成花束、花圈、花籃、花環或者直接插入花瓶中。